# RFC Xerxes in het seizoen 1955/56
Het seizoen 1955/1956 was het tweede jaar in het bestaan van de Rotterdamse betaaldvoetbalclub Xerxes. De club kwam uit in de Eerste klasse A en eindigde daarin op de gedeelde vierde plaats, dit betekende dat de club in het nieuwe seizoen uitkwam in de Eerste divisie.

## Wedstrijdstatistieken

### Eerste klasse A
|       | AGOVV | DWS   | Enschedese Boys | Go Ahead | Heerenveen | N.E.C. | PEC   | RBC   | RCH   | De Valk | Veendam | Velocitas | VSV   |
| ----- | ----- | ----- | --------------- | -------- | ---------- | ------ | ----- | ----- | ----- | ------- | ------- | --------- | ----- |
| Thuis | 3 – 2 | 2 – 0 | 1 – 0           | 2 – 0    | 5 – 0      | 0 – 1  | 2 – 1 | 1 – 1 | 0 – 1 | 3 – 1   | 0 – 1   | 0 – 0     | 0 – 2 |
| Uit   | 0 – 0 | 1 – 3 | 0 – 0           | 0 – 0    | 2 – 2      | 1 – 0  | 0 – 1 | 4 – 1 | 0 – 0 | 0 – 2   | 3 – 1   | 1 – 1     | 0 – 1 |

## Statistieken Xerxes 1955/1956

### Eindstand Xerxes in de Nederlandse Eerste klasse A 1955 / 1956
| Stand | Gespeeld | Gewonnen | Gelijk | Verloren | Punten | Doelpunten voor | Doelpunten tegen |
| ----- | -------- | -------- | ------ | -------- | ------ | --------------- | ---------------- |
| 4e    | 26       | 11       | 8      | 7        | 30     | 31              | 22               |

### Topscorers
| Competitie \| # \| Naam \| \| \| -------------- \| ----------------- \| -- \| \| 1. \| Rinus Cammeraat \| 8 \| \| 2. \| Albert Ravenstein \| 6 \| \| 3. \| Jan Middeldorp \| 5 \| \| 4. \| Jan Engelman \| 4 \| \| 5. \| Hans Rijshouwer \| 3 \| \| 6. \| Wilco de Boer \| 1 \| \| 6. \| Kees Hendriks \| 1 \| \| 6. \| Arie Molenbeek \| 1 \| \| 6. \| John de Rot \| 1 \| \| Eigen doelpunt \| \| \| \| – \| Van Lint (VSV) \| 1 \| \| Totaal \| Totaal \| 31 \| |                   |      |
| # | Naam              | Goal |
| 1. | Rinus Cammeraat   | 8    |
| 2. | Albert Ravenstein | 6    |
| 3. | Jan Middeldorp    | 5    |
| 4. | Jan Engelman      | 4    |
| 5. | Hans Rijshouwer   | 3    |
| 6. | Wilco de Boer     | 1    |
| 6. | Kees Hendriks     | 1    |
| 6. | Arie Molenbeek    | 1    |
| 6. | John de Rot       | 1    |
| Eigen doelpunt |                   |      |
| – | Van Lint (VSV)    | 1    |
| Totaal | Totaal            | 31   |